# Angelcorpse

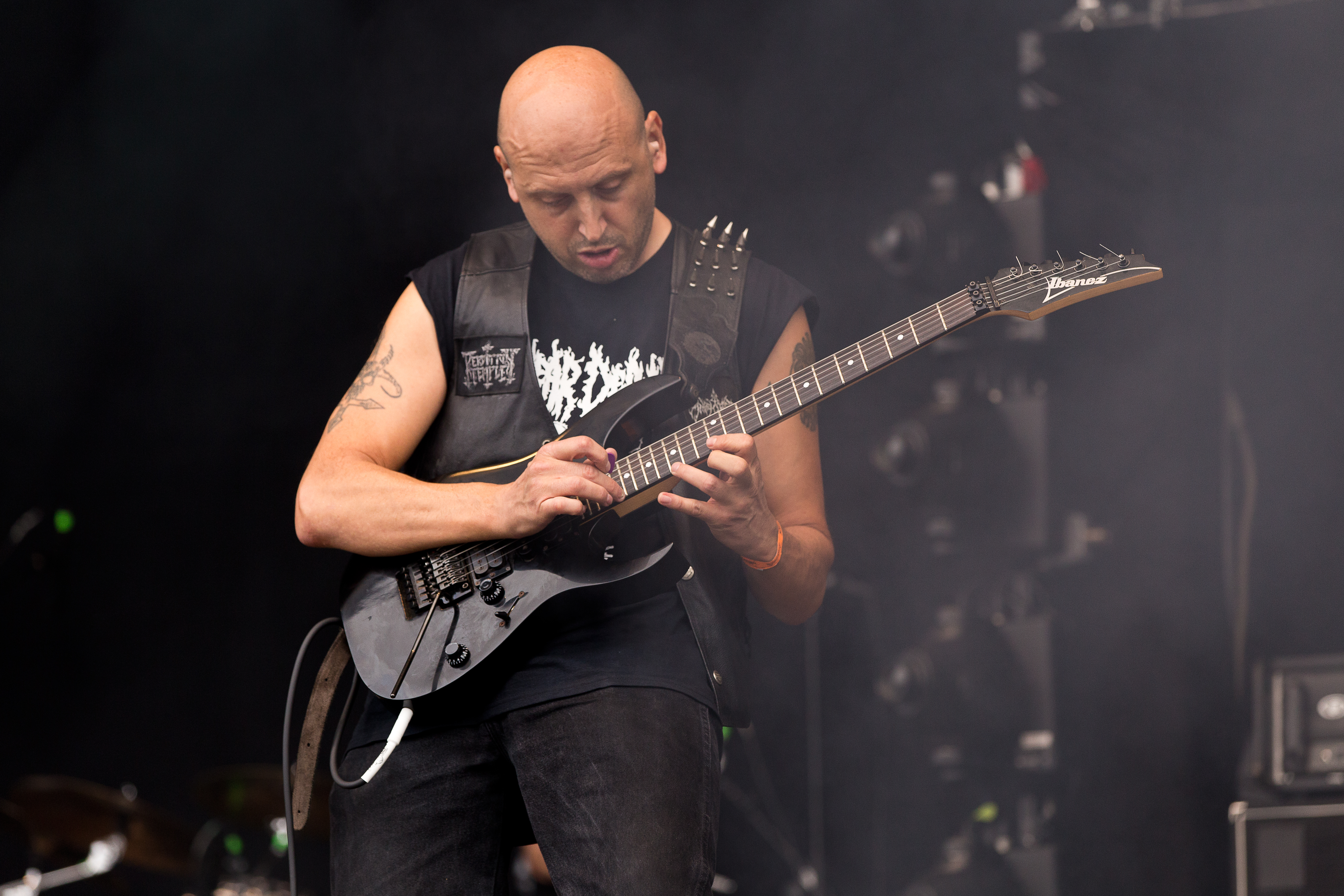
Gene Palubicki auf dem Party.San 2016

Angelcorpse (engl. Engelsleiche) war eine  US-amerikanische Death-Metal-Band aus Tampa im Bundesstaat Florida.

## Bandgeschichte
Die Band wurde 1995 in Kansas gegründet, nach dem ersten qualitativ nicht sehr hochwertigen Demo erhielt die Band einen Plattenvertrag beim französischen Label Osmose Productions.
Das eigentliche Debüt Hammer of Gods ist noch sehr roh und wird von Genes Gitarrenspiel und dem keifenden Gesang von Pete Helmkamp (Ex-Order from Chaos) geprägt. Das zweite Album Exterminate wirkt dann schon deutlich ausgereifter im Songwriting und besticht durch absolut auf den Punkt gespielten schnellen Death Metal ohne Schnörkel. The Inexorable als drittes Werk schaffte dann den Sprung zum technisch geprägten Deathmetal. Durch den Besetzungswechsel am Schlagzeug, welches bei diesem Album durch Tony Laureano eingespielt wurde, gehen Angelcorpse schneller, härter und in einem wesentlich professionelleren Sound zu Werke. Durch Textzeilen auf diesem Album wie „Hard as Krupp’s steel“ („Hart wie Kruppstahl“) oder „Weltmacht oder Niedergang“ und die Tatsache, dass einige Bandmitglieder Glatzen haben, sorgte für Vorwürfe, die Band sei rechtsextrem ausgerichtet. Setzt man jedoch alle bis dahin veröffentlichten Werke thematisch in Zusammenhang, fällt auf, dass es durchweg um die Themen Krieg, Zerstörung und Satanismus geht. Die Band distanzierte sich nie deutlich von einer faschistischen Gesinnung. Pete Helmkamp ist auch durch seine literarischen Veröffentlichungen nicht eindeutig von faschistoidem Gedankengut abzugrenzen; er selbst zeigt allerdings eine Faszination an allen Formen von Extremen und ein Desinteresse beispielsweise an der Hautfarbe des afrokanadischen Blasphemy-Gitarristen Caller of the Storms.
Angelcorpse lösten sich 1999 aufgrund von internen Bandproblemen, die nach einem Tourbusunfall entstanden, auf. Nachdem die Band Gerüchte um eine Reunion immer wieder dementierte, war Angelcorpse seit 2006 wieder aktiv. Neben den Bandgründern Pete Helkamp und Gene Palubicki hat auch das Ur-Gründungsmitglied John Longstreth das neue Album eingespielt, ist aber nicht als festes Bandmitglied bestätigt. Das 2007 veröffentlichte Werk Of Lucifer and Lightning geht wieder eindeutig auf die Wurzeln der Band zurück. Textlich steht eindeutig satanistisches Gedankengut im Vordergrund.
Im April 2009 löste sich die Band zum zweiten Mal auf, um sich 2015 erneut zusammenzufinden. 2016 spielte Angelcorpse zum Beispiel auf dem Party.San Metal Open Air.

## Diskografie
- Goats to Azazael (Tape-Demo) – 1995
- Hammer of Gods – 1996 (LP lim. 1000)
- Nuclear Hell (Single-7″) – 1997
- Wolflust (Single-7″) – 1997
- Exterminate – 1998 (LP lim. 1000)
- Winds of Desecration (Split-EP) – 1999
- The Inexorable – 1999 (LP lim. 1000)
- Iron, Blood and Blasphemy (Best-of/Coverversionen/Goats of Azazael Demo) – 2000
- Death Dragons of the Apocalypse (Live-Bootleg) – 2002
- Of Lucifer and Lightning – 2007 (LP lim. 1000)